# Щипанов, Георгий Владимирович
Георгий Владимирович Щипанов (1903—1953) — советский инженер, учёный, специалист в области теории автоматического регулирования. Автор теории инвариантности автоматических систем (1939).

## Биография
Родился 28 июня 1903 года в г. Бугульме, сын акцизного чиновника. В 1910 г. их семья переехала в г. Самару.
С 1910 по 1918 год учился в гимназии. В 1918 году вступил добровольцем в РККА, в 1920-м демобилизован как не достигший 18-летнего возраста.
Поступил на физико-математический факультет Самарского университета, в 1922 году перевёлся на физико-механический факультет Ленинградского политехнического института, который окончил в 1925 году.
Работал на заводе «Авиаприбор», в Научно-испытательном институте Военно-воздушных сил, на заводе «Метрон».
С 1933 года доцент МВТУ имени Баумана.
Начиная с 1925 года опубликовал ряд работ по элементам авиационных приборов. В 1936 году за книгу «Теория и расчёт авиационных приборов» присуждена учёная степень кандидата технических наук. Профессор (1938).
В 1938—1941 годах одновременно работал в Институте автоматики и телемеханики АН СССР, куда был приглашён В. С. Кулебакиным. Руководитель лаборатории автоматического регулирования (1939). В том же году опубликовал в журнале «Автоматика и телемеханика» статью, в которой выдвинул теорию инвариантности автоматических систем.
Специально созданная комиссия под председательством академика О. Ю. Шмидта признала работы Щипанова абсурдными, несмотря на зафиксированное особое мнение В. С. Кулебакина и Н. Н. Лузина, считавших, что необходимы дальнейшие исследования. Позднее «условия компенсации Щипанова» были признаны научным открытием.
В 1941—1949 декан факультета приборостроения МАИ, заведующий кафедрой 301 (авиационного приборостроения и автоматики). Доктор технических наук.
С конца 1949 года на пенсии по болезни.
Умер весной 1953 года. Похоронен на Новодевичьем кладбище.
Награждён орденом Красной Звезды (1945).
В 1966 году результаты работы Г. В. Щипанова были признаны научным открытием с приоритетом от апреля 1939 года.

## Сочинения
- Щипанов Г. В. Теория и методы построения автоматических регуляторов // Автоматика и телемеханика. — 1939. — № 1. — С. 4—37[4].
- Гироскопические приборы слепого полёта : Теория, расчёт и методы конструирования / Г. В. Щипанов. — Москва ; Ленинград : Оборонгиз, 1938 (Л. : 3 тип. ОНТИ). — 424 с. : ил.; 23 см.
- Теория, расчёт и методы конструирования авиационных приборов / Г. В. Щипанов. — Ленинград; Москва : Онти. Глав. ред. авиац. лит-ры, 1936 (Л. : тип. «Кр. печатник»). — 1 т.; 23×18 см.